# Пускова установка за залпов огън М-31
Пусковата установка за залпов огън М-31 е създадена и приета на въоръжение през септември 1943 г. Установката е разработена в Главното управление по въоръжението на гвардейските минохвъргачни части по предложение на инж. Н. Н. Юришев и е произведена от завод „Буровая техника“.
Малко по-късно, през декември 1943 г., е разработена по-съвършена версия на пусковата установка - осемзарядната М-31 с двуредно зареждане на снарядите. Същата година е разработена модификация на установката в буксируем, двуколесен вариант, която външно е наподобявала на класическа артилерийска система. Въпреки че е бил изготвен опитен образец и са премината полигонните изпитания, установката не е пускана в серийно производство.
През януари 1944 г., след успешно преминаване на полигонните изпитания, изделието е прието на въоръжение във войските.
През периода февруари – март 1944 г. е създадена опитна пускова установка монтирана на автомобил "Студебейкър", която успешно преминава тестовите изпитания и бива приета на въоръжение под името БМ-31-12. При нея, в качеството на направляващи, са били използвани заводските дървени сандъци. За водене на точна стрелба е монтирана специална рама за застопоряване на сандъците и механизми за поворот.
През май 1944 г. на въоръжение е приета шестзарядан пускова установка от облекчен тип, аналогична на осемзарядната.